# Nam quốc sơn hà
Nam quốc sơn hà (Sydlandets bjerge og floder) er et berømt vietnamesisk digt fra det 10. århundrede. Det er blevet kaldt Vietnams første uafhængighedserklæring, eftersom det fastslår at Vietnam er et suverænt territorium. Digtet blev læst højt før og under kampe for at øge troppernes moral, mens Vietnam under Lê Đại Hành kæmpede mod den første invasion fra Song-dynastiet i 981, men det er stadig uklart, hvem der er digtets forfatter.
Digtet er et af de mest kendte vietnamesiske litterære værker og er skrevet som en form for profeti. Det blev en emblematisk salme i de tidlige uafhængighedskrige, og blev f.eks. fremsagt af Lý Thường Kiệt ved forsvarslinjen omkring Nhu Nguyet floden for igen at opbygge troppernes moral under den anden Song-invasion i 1076. I nyere tid er digtet blevet fremsagt som et udtryk for anti-kinesiske følelser blandt vietnamesiske borgere, efter at Kina begyndte at lede efter olie i det som traditionelt anses for at være vietnamesiske havområder.

## Indhold
| Chinese                                                     | Transliteration | Vietnamese | Dansk |
| ----------------------------------------------------------- | --- | --- | --- |
| 南國山河南帝居 截然定分在天書 如何逆虜來侵犯 汝等行看取敗虛 | Nam quốc sơn hà nam đế cư Tiệt nhiên định phận tại thiên thư Như hà nghịch lỗ lai xâm phạm Nhữ đẳng hành khan thủ bại hư. | Sông núi nước Nam, vua Nam ở Rành rành định phận ở sách trời. Cớ sao lũ giặc sang xâm phạm, Chúng bây sẽ bị đánh tơi bời! | Sydlandets bjerge og floder er bolig for sydens kejser, som det klart står skrevet i himlens bog. Hvor vover fjenden invadere dette rige? Den venter kun på sit nederlag. |

## Eksterne links
- Lý Thường Kiệt với bài thơ "Nam quốc sơn hà" (vietnamesisk)